# Nijmegen Devils

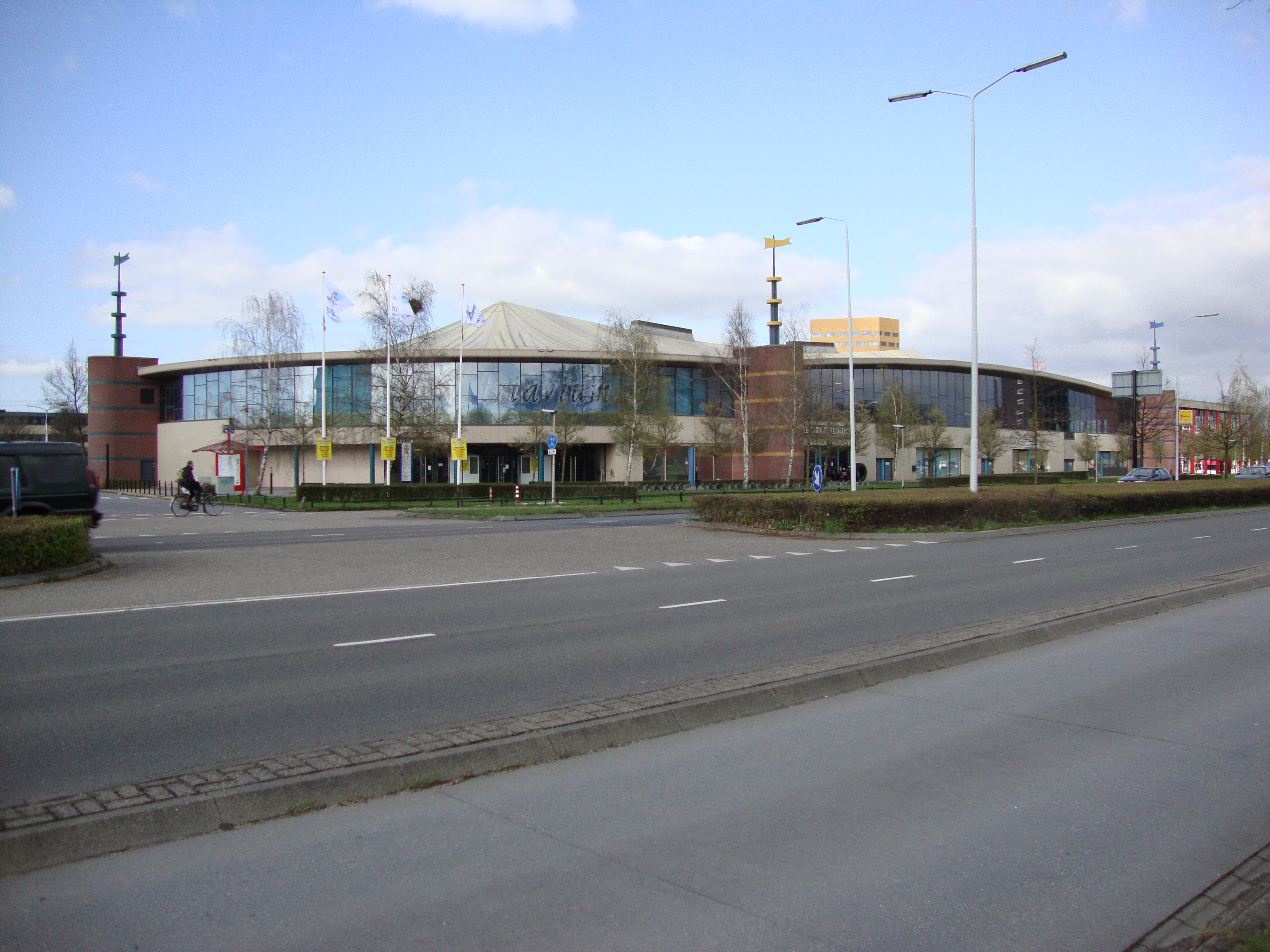
IJsbaan het Triavium in Nijmegen-Dukenburg

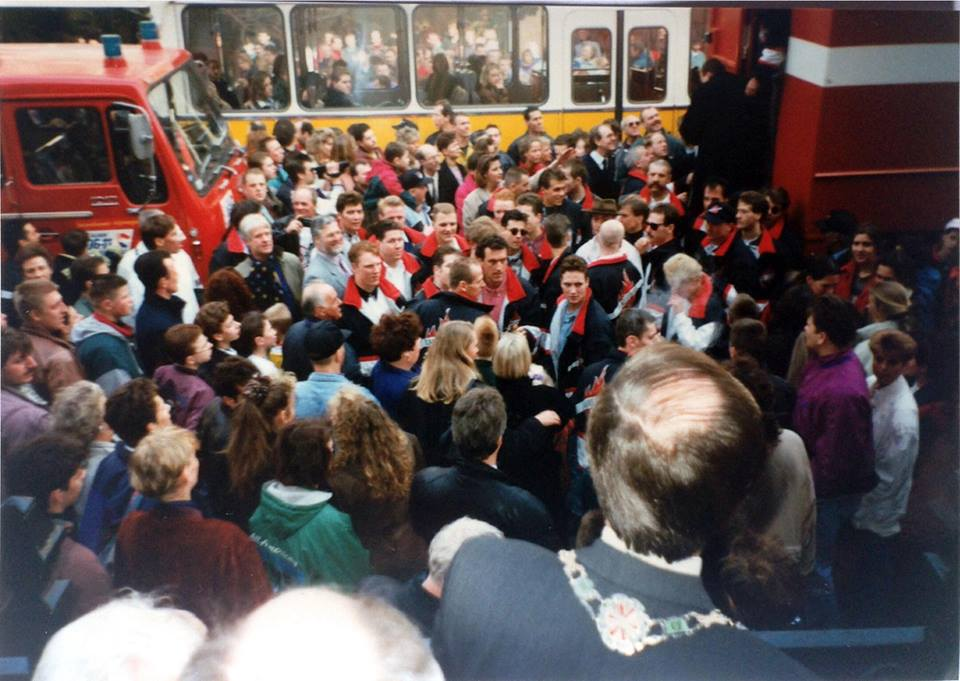
Huldiging van de Flame Guards Nijmegen in 1993 voor het stadhuis van Nijmegen. Vooraan op de rug gezien burgemeester Ed d'Hondt

Nijmegen Devils is een Nederlandse professionele ijshockeyclub uit Nijmegen die uitkomt in de Eredivisie ijshockey. De thuiswedstrijden worden gespeeld in ijsstadion Triavium. Voorheen werd gespeeld op de ijsbaan in Heijendaal.

## Geschiedenis
Nijmegen is al geruime tijd een ijshockeybolwerk in Nederland. De geschiedenis van de club kenmerkt zich door vele successen maar ook door vele faillissementen. Door de vele faillissementen is de club meerdere keren verdwenen maar even zo vaak middels een nieuwe organisatie heropgericht. Hierdoor veranderde de naam meermaals.
In 1969 werd de ijsbaan Heijendaal opgeleverd en speelde Nijmegen de eerste wedstrijd. In 1971 trad het team met sponsor Nationale Nederlanden toe tot de eredivisie en in 1984 werd de eerste landstitel behaald. 
Aan het einde van het seizoen 2006/07, waren er twee groepen welke de strijd aangingen voor de professionele ijshockeylicentie. De groep Moenen (Devils) als de initiatiefnemers, de andere partij waren de voormalige participanten van de Nijmegen Emperors. Na het faillissement zag de NIJB er geen heil meer in om met de partij Emperors verder te gaan, en liet deze het lidmaatschap ontzeggen. Zo bleven de initiatiefnemers als enige over. De naam van de Nijmegen Devils komt voort uit een klein stukje stadsgeschiedenis. Aan het karakter Moenen de duivel uit het verhaal van Mariken van Nimwegen is de naam ontleend. Zoals gebruikelijk in de ijshockeysport wordt ook de naam van de sponsor aan de clubnaam toegevoegd.
In 2007 was dit DAR en in 2008 kwam Romijnders daarbij en ontstond Romijnders Dar Devils. Vanaf het seizoen 2009/10 was Romijnders Devils de naam. Om financiële redenen speelde Nijmegen vanaf het seizoen 2011/12 in de Eerste divisie. In het seizoen 2014/15 kreeg de ploeg een nieuwe shirtsponsor AHOUD en werd de naam AHOUD Devils Nijmegen. 
In het seizoen 2015/16 werd de Eredivisie opgenomen in de BeNe-league, met zowel Nederlandse als Belgische teams, waaronder Nijmegen. In het eerste seizoen behaalden de Devils de play-offs en werden ze in de kwartfinale uitgeschakeld door de latere winnaar, HYC REPLAY Herentals uit België. In de bekercompetitie werden de Devils uitgeschakeld in de halve finale tegen Heerenveen. In het seizoen 2018/19 won AHOUD Devils zowel de beker als de landstitel. In januari 2021 ging Nijmegen Devils failliet. In april werd als opvolger Nijmegen Wolves opgericht. Deze kreeg van de bond echter geen licentie. Hierna maakte Nijmegen Devils als Ahoud Devils Nijmegen een doorstart.

## Erelijst
Landskampioen (10)
- 1984: Vissers Nijmegen
- 1988: Spitman Nijmegen
- 1993: Flame Guards Nijmegen
- 1997: Fulda Tigers Nijmegen
- 1998: Van Heumen Tigers Nijmegen
- 1999: Agio Huys Tigers Nijmegen
- 2000: Agio Huys Tigers Nijmegen
- 2006: Hatulek Emperors Nijmegen
- 2010: Romijnders Devils Nijmegen
- 2019: AHOUD Devils Nijmegen

Eredivisie (11)
- 2025: AHOUD Devils Nijmegen (geen landskampioen)

Bekerwinnaar (5)
- 1989: Spitman Nijmegen
- 1996: Fulda Tigers Nijmegen
- 1999: Agio Huys Tigers Nijmegen
- 2009: Romijnders DAR Devils Nijmegen
- 2019: AHOUD Devils Nijmegen

Ron Bertelingschaal (1)
- 2010: Romijnders Devils Nijmegen

Eerste divisie  (2)
- 2012: Romijnders Devils Nijmegen (Eerste divisie B)
- 2022: Ahoud Devils Nijmegen